# Pellegrino Antonio Orlandi
Pour les articles homonymes, voir Orlandi.
Pellegrino Antonio Orlandi (Bologne, 1660  -  1727) est un homme de lettres et un historien de l'art italien.

## Biographie
Pellegrino Antonio Orland, écrivain et historien de l'art, est l'auteur de l'Abecedario pittorico (ABC de la peinture).
Né à Bologne, Orlandi rejoignit l'abbaye carmélite de San Martino où il entreprit des recherches en histoire de l'art et a été membre de l'Accademia Clementina.
La première édition de l'Abecedario pittorico a été publiée à Bologne en 1704.
Il s'agit d'un dictionnaire biographique concernant, selon son auteur, près de quatre mille peintres, sculpteurs et architectes.
Une édition corrigée et élargie de l'Abecedario, mise à jour en partie grâce à la correspondance avec les artistes et les collectionneurs de Rome et  Florence, a été rééditée en 1719.
Dans l'intervalle, en 1714, il a publié les Notizie degli Scrittori Bolognesi e dell'opere loro stampate e manoscritte (Notes sur les auteurs de Bologne et sur leurs œuvres imprimées et manuscrites).
Pellegrino Antonio Orlandi est mort à Bologne en 1727. Des nouvelles éditions enrichies de l'Abecedario ont continué à être publiées. En 1753, il a été complété par la liste des documents écrits par Pietro Guarienti.
Bien que le travail sera plus tard critiqué pour ses inexactitudes, Lanitra Walker décrit (dans le Dictionnaire des historiens de l'art) l'Abecedario comme étant le plus complet des ressources pour obtenir des informations sur les artistes au cours du XVIIIe siècle.

## Ouvrages
- Abecedario pittorico (ABC de la peinture) (1704), Bologne.
- Notizie degli Scrittori Bolognesi e dell'opere loro stampate e manoscritte (Notes sur les auteurs de Bologne et sur leurs œuvres imprimées et manuscrites) (1714), Bologne.